# Barry Shabaka Henley

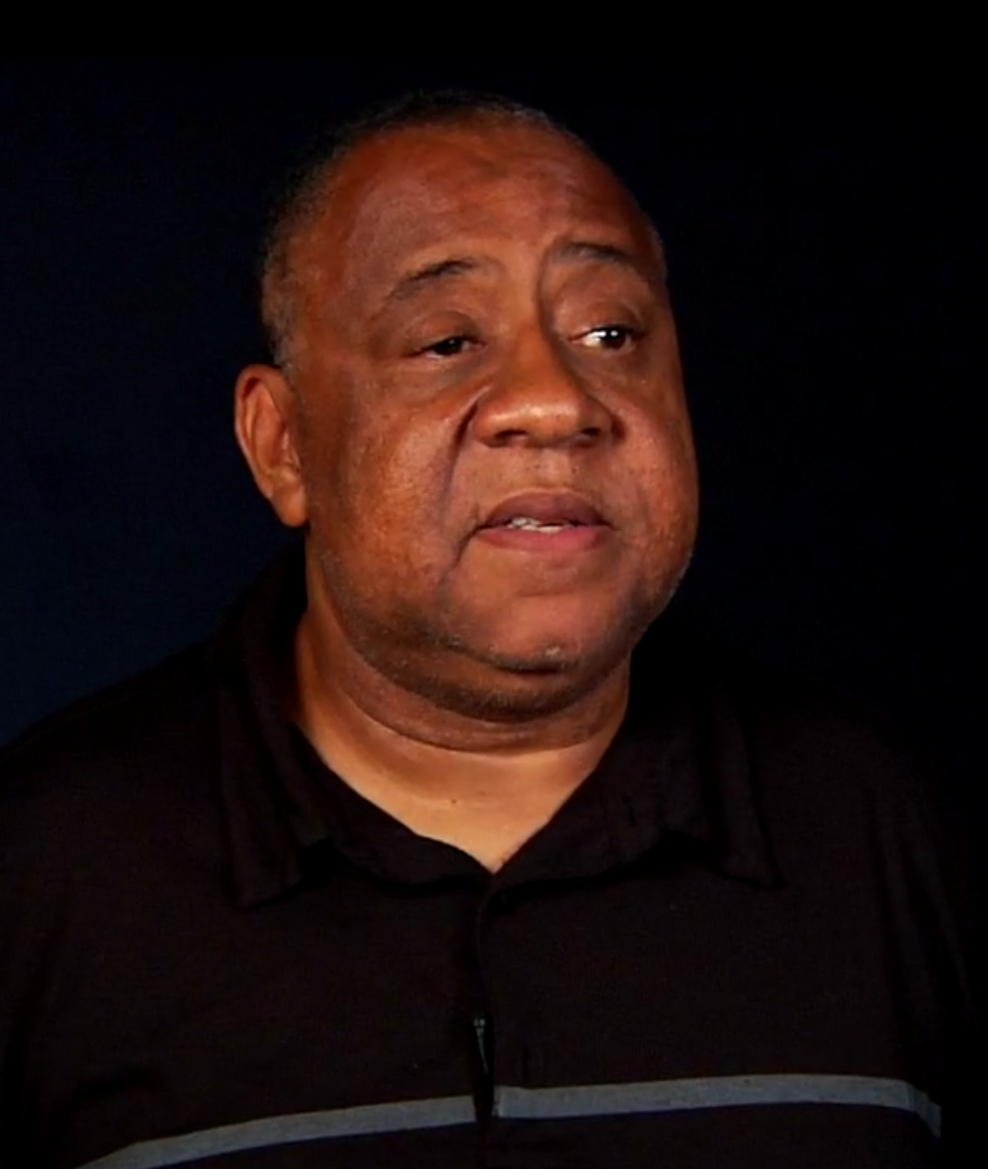
Barry Shabaka Henley, 2011

Barry Shabaka Henley (* 15. September 1954 in New Orleans) ist ein US-amerikanischer Schauspieler.

## Leben und Karriere
Barry Henley kam erst relativ spät, mit über 35 Jahren, zur Schauspielerei in Film und Fernsehen. Seitdem übernahm er zahlreiche Neben- und Gastrollen, wobei der Afroamerikaner besonders häufig in der Rolle des Polizisten besetzt wurde.
Einem größeren Publikum ist Henley wahrscheinlich durch seine Rollen in den Filmen Michael Manns bekannt geworden. Er übernahm mehrmals Rollen in dessen Filmen: So spielte er in Ali den Part von Muhammad Alis Manager Herbert Muhammed,  in Collateral den Jazz-Musiker Daniel sowie die Rolle des Lt. Martin Castillo in Manns Kinoverfilmung Miami Vice. 2004 stellte er den Flughafensicherheitsoffizier Thurman in Steven Spielbergs Film Terminal dar. In den 2010er-Jahren war er unter anderem in der Neuverfilmung von Carrie sowie in Jim Jarmuschs Film Paterson zu sehen.
Mit seiner Frau und seinem Sohn lebt er in Los Angeles. Er war Mitglied des amerikanischen West Coast Black Repertory Theatre und der San Francisco Mime Troupe. Sein Name Shabaka bezieht sich auf den 3. Pharao der kuschitischen 25. Dynastie, Schabaka.

## Filmografie (Auswahl)

### Filme
- 1991: Der Einfaltspinsel (Nincompoop)
- 1993: The Thing Called Love – Die Entscheidung fürs Leben (The Thing Called Love)
- 1994: Der Scout (The Scout)
- 1995: Destiny – Hoher Einsatz in Las Vegas (Destiny Turns on the Radio)
- 1995: Lord of Illusions
- 1995: Teufel in Blau (Devil in a Blue Dress)
- 1998: Dämon – Trau keiner Seele (Fallen)
- 1998: Bulworth
- 1998: Stella’s Groove – Männer sind die halbe Miete (Stella’s Groove)
- 1998: Rush Hour
- 1998: Patch Adams
- 1998: Dämon (Fallen)
- 1999: Lebenslänglich (Life)
- 2001: Ali
- 2004: Collateral
- 2004: Terminal (The Terminal)
- 2005: Vier Brüder (Four Brothers)
- 2006: Miami Vice
- 2009: Horsemen
- 2009: State of Play – Stand der Dinge (State of Play)
- 2011: Ein Jahr vogelfrei! (The Big Year)
- 2012: Stolen
- 2013: Water & Power
- 2013: Carrie
- 2015: Measure
- 2016: Paterson
- 2017: Lucky
- 2018: A Star Is Born

### Fernsehen
- 1991–1992: Die verrückten Royals (The Royal Family, 8 Episoden)
- 1992–1994: Roc (7 Episoden)
- 1994: Emergency Room – Die Notaufnahme (ER, 1 Episode)
- 1995: Eine schrecklich nette Familie (Married with Children, 1 Episode)
- 1995; 2004: New York Cops – NYPD Blue (NYPD Blue, 3 Episoden)
- 1997: Die Gang (5 Episoden)
- 2001: Oz – Hölle hinter Gittern (Oz, 1 Episode)
- 2001: Crossing Jordan – Pathologin mit Profil (Crossing Jordan, 1 Episode)
- 2002–2003: Robbery Homicide Division (13 Episoden)
- 2004: Law & Order (1 Episode)
- 2005: Grey’s Anatomy (1 Episode)
- 2005–2006: Close to Home (9 Episoden)
- 2005–2006: Barbershop (10 Episoden)
- 2006: Numbers – Die Logik des Verbrechens (NUMB3RS, 1 Episode)
- 2007: Heroes (4 Episoden)
- 2009–2010: FlashForward (13 Episoden)
- 2010: Lie to Me (1 Episode)
- 2012: Luck (4 Episoden)
- 2012: Veep – Die Vizepräsidentin (Veep, 1 Episode)
- 2013: Shameless (1 Episode)
- 2013: The Crazy Ones (1 Episode)
- 2015: Unforgettable (1 Episode)
- 2015: Better Call Saul (3 Episoden)
- 2017: Bosch (7 Episoden)
- 2019: Marvel’s Agents of S.H.I.E.L.D. (5 Episoden)